# Symblepharis schimperiana
Symblepharis schimperiana là một loài Rêu trong họ Dicranaceae. Loài này được (Paris) Cardot miêu tả khoa học đầu tiên năm 1909.